# Gerbillus hoogstraali
Gerbillus hoogstraali és una espècie de mamífer rosegador de la família dels múrids. És endèmic del Marroc. Els seus hàbitats naturals són les dunes baixes i les zones sorrenques en general. Està amenaçat per la pertorbació i destrucció del seu medi a causa del creixement del turisme i l'agricultura.
L'espècie fou anomenada en honor de l'entomòleg i parasitòleg estatunidenc Harry Hoogstraal.